# ジョン・キムラ・パーカー
ジョン・キムラ・パーカー（Jon Kimura Parker、1959年12月25日 - ）は、アメリカ合衆国テキサス州ヒューストン在住の日系カナダ人のピアニスト。ジョン・キムラを略してジャッキー（Jackie）としても知られている。
ピアニストのジェイミー（ジェイムズ）・エドワード・キムラ・パーカー（James Edward Kimura）は実弟、ピアニストのイアン・パーカー（Ian Parker）は従弟（父方の叔父エドワード・パーカーの息子）、ヴァイオリニストのアロイジア・フリードマン（Aloysia Friedmann）は妻。娘が1人いる。
カナダ、バンクーバー生まれ。4歳より、母ケイコ・パーカーと父方の叔父エドワード・パーカーに師事し、5歳でバンクーバー・ユース・シンフォニー・オーケストラ（Vancouver Youth Symphony Orchestra）に参加する。後にジュリアード音楽院で、アデル・マーカス（Adele Marcus）に師事する。1984年のリーズ国際ピアノ・コンクールにカナダ人として初めて優勝するなど多くの国際的な賞を受けており、1999年にはカナダ勲章（Order of Canada）のオフィサー（Officer）を授与されている。
彼は世界中で演奏活動を行い、エリザベス2世、合衆国最高裁判所、カナダの首相、そして、内閣総理大臣の前での演奏経験があり、フレデリック・ショパン、ピョートル・チャイコフスキー、セルゲイ・プロコフィエフの作品を多く録音している。現在、ライス大学シェパード音楽学校のピアノ科教授を務めている。
2015年、ロック・ドラマーで作曲家のスチュワート・コープランド、メトロポリタン歌劇場管弦楽団のバイオリニストのユーン・クワォン、ジャズ・ベーシストのマーロン・マルチネス、ウインドシンセサイザー奏者のジャッド・ミラーの4人とオフ・ザ・スコアを結成。同年から2017年まで、アメリカでコンサート活動を行なった。